# 황체
황체(黃體, 라틴어: corpus luteum) 또는 황색체(黃色體)는 여성 난소에 일시적으로 만들어지는 구조로, 이전 월경 주기의 배란 때에 난포에서 성숙한 난자가 배출되고 남은 잔해이다. 매 월경 주기마다 새로 생겨났다가 퇴축되지만, 임신이 이루어지는 경우 사라지지 않고 남아 있는다. 황체라는 이름은 노란(黃, lūteum) 몸(體, corpus)이라는 뜻으로, 음식에 포함된 루테인 등 카로티노이드가 농축되어 노란색을 띠기 때문에 붙은 것이다.
내분비 기능이 있어 월경 주기를 진전시키고 임신을 유지하는 데에 관여한다. 프로게스테론을 활발하게 생산하며 에스트라디올 및 인히빈 A도 생산한다. 이렇게 중간 정도의 에스트로겐이 분비되면 생식샘자극호르몬 방출호르몬의 추가적인 방출이 억제되므로 결국 황체형성호르몬과 여포자극호르몬 분비가 억제된다. 

## 발생과 구조
황체는 월경 주기 또는 발정 주기의 황체기에 난포로부터 만들어진다. 배란 때 파열되어 이차난모세포를 방출하고 난 직후의 난포 조직에는 혈액이나 혈병이 들어차게 되는 경우가 많은데, 이를 적색체(赤色體, 라틴어: corpus rubrum) 또는 출혈체(出血體, 라틴어: corpus hemorrhagicum)라고 한다.
보통 난소 안에서 황체의 크기는 매우 크다. 사람에서 황체의 지름은 2 ~ 5 cm 정도이다.
황체를 이루는 세포는 난포 세포들이 변한 것이다. 난포막세포와 과립층세포는 각각 난포막황체세포(영어: theca lutein cell)와 과립층황체세포(영어: granulosa lutein cell)가 되는데, 이 과정을 황체화(영어: luteinization), 황체세포화, 황체형성, 또는 황체발생(영어: luteogenesis)이라고 부른다.

### 수정이 일어나지 않는 경우
난자가 수정되지 않으면 황체는 프로게스테론 분비를 멈추고 퇴축된다. 이 경우의 황체를 월경황체(영어: corpus luteum of menstruation, 라틴어: corpus luteum menstruationis)라고 부르며, 황체가 퇴화해서 섬유 흉터 조직 덩어리가 된 상태를 백색체(白色體, 라틴어: corpus albicans)라고 부른다. 사람에서 황체 퇴축은 대략 배란 후 10-12일째에 시작된다.
월경 주기가 있는 포유류에서는 프로게스테론 분비가 그치면 자궁내막 기능층(functional layer)이 질을 통해 배출된다. 반면 발정 주기가 있는 동물에서는 기능층이 흡수된다.

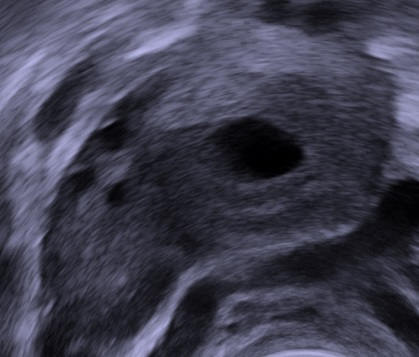
임신부의 질초음파 사진. 가운데에 체액이 들어찬 황체가 보인다.

### 수정이 일어나는 경우
수정과 착상이 일어나면 주머니배 영양막이 융합영양막으로 발달하여 수정 후 2주째부터 인간 융모성 생식선 자극호르몬(hCG, 또는 다른 생물종의 경우 이에 해당하는 유사한 호르몬)을 분비하기 시작한다.
hCG는 황체가 프로게스테론을 계속 분비하도록 신호를 보냄으로써 자궁내막이 두텁고 혈관이 풍부한 채로 유지되도록 한다. 이로써 수정란이 발달하기에 알맞은 공간을 마련한다. 이때부터 황체를 임신황체(영어: corpus luteum of pregnancy, 라틴어: corpus luteum graviditatis)라고 부른다.
임신이 진행됨에 따라 태반이 차츰 황체의 내분비 기능을 대신하게 된다. 사람에서는 임신 8주경에 태반의 기능이 완전히 발달하여, 황체를 수술적으로 제거하더라도 임신이 유지될 수 있다.

## 기능

스테로이드 생성 과정. 프로게스테론은 위쪽 노란색 부분에, 안드로겐은 파란색 부분에, 방향화효소는 아래쪽 가운데에 나타내어져 있다. 안드로겐이 과립층황체세포의 방향화효소에 의해 대사되어 만들어지는 에스트로겐은 분홍색 삼각형으로 표시되어 있다.

황체는 임신 확립·유지에 필수적이다. 황체는 스테로이드 호르몬인 프로게스테론을 분비하여 자궁내막의 탈락막화를 촉진한다. 또한 릴랙신 호르몬을 분비하여 치골결합을 부드럽게 함으로써 분만에 도움을 준다.
황체에서 콜레스테롤을 프로게스테론으로 합성하는 과정에는 난포막황체세포와 과립층황체세포 둘 다 관여한다. 콜레스테롤은 LDL과 복합체를 이룬 채 황체 세포막 수용체에 결합하여 들어온 다음, 해리하여 콜레스테릴 에스터 형태로 저장된다. LDL은 콜레스테롤을 더 수송하는 데에 재사용된다. 과립층황체세포는 세포 내 단백질 키네이스 A (PKA) 농도가 기본적으로 높기 때문에 프로게스테론을 더 많이 만든다. 반면 난포막황체세포는 황체형성호르몬 수용체가 있어서 세포 내 PKA 활성을 조절한다. PKA는 StAR 및 TSPO 단백을 인산화하여 콜레스테롤을 미토콘드리아 외막에서 내막으로 옮긴다.
| 난포 구조  | 황체 구조      | 분비하는 물질                             |
| 난포막세포 | 난포막황체세포 | 안드로겐, 프로게스테론                    |
| 과립층세포 | 과립층황체세포 | 프로게스테론, 에스트로겐 (주로), 인히빈 A |

난포 단계의 난포막세포와 마찬가지로 난포막황체세포는 방향화효소가 없어서 스테로이드 생성을 안드로겐 합성까지만 진행할 수 있고 에스트로겐은 만들지 못한다. 반면 과립층황체세포는 안드로겐을 합성하는 데에 필요한 17α-수산화효소 또는 17,20-분해효소는 없지만 방향화효소가 있기 때문에, 난포막황체세포가 만든 안드로겐을 사용해서 에스트로겐을 만든다.

## 색소의 기원
망막의 황반과 마찬가지로, 황체가 노란색을 띠는 것은 루테인 등 카로티노이드를 포함하고 있기 때문이다. 1968년에는 소의 황체 조각에서 베타카로틴이 합성되는 것을 실험실 조건에서 확인했다는 보고가 있었다. 하지만 이 결과를 재현하려는 시도는 실패했으며, 오늘날 과학계에서는 이러한 생각을 받아들이지 않는다. 따라서 황체의 카로티노이드는 음식에서 오는 것으로 생각된다.

## 다른 동물에서
일부 파충류는 황체와 형태·기능이 비슷한 구조가 있다. 젖소도 비슷한 주기를 따른다.

## 그림과 사진

월경 주기 동안 난포와 황체의 변화
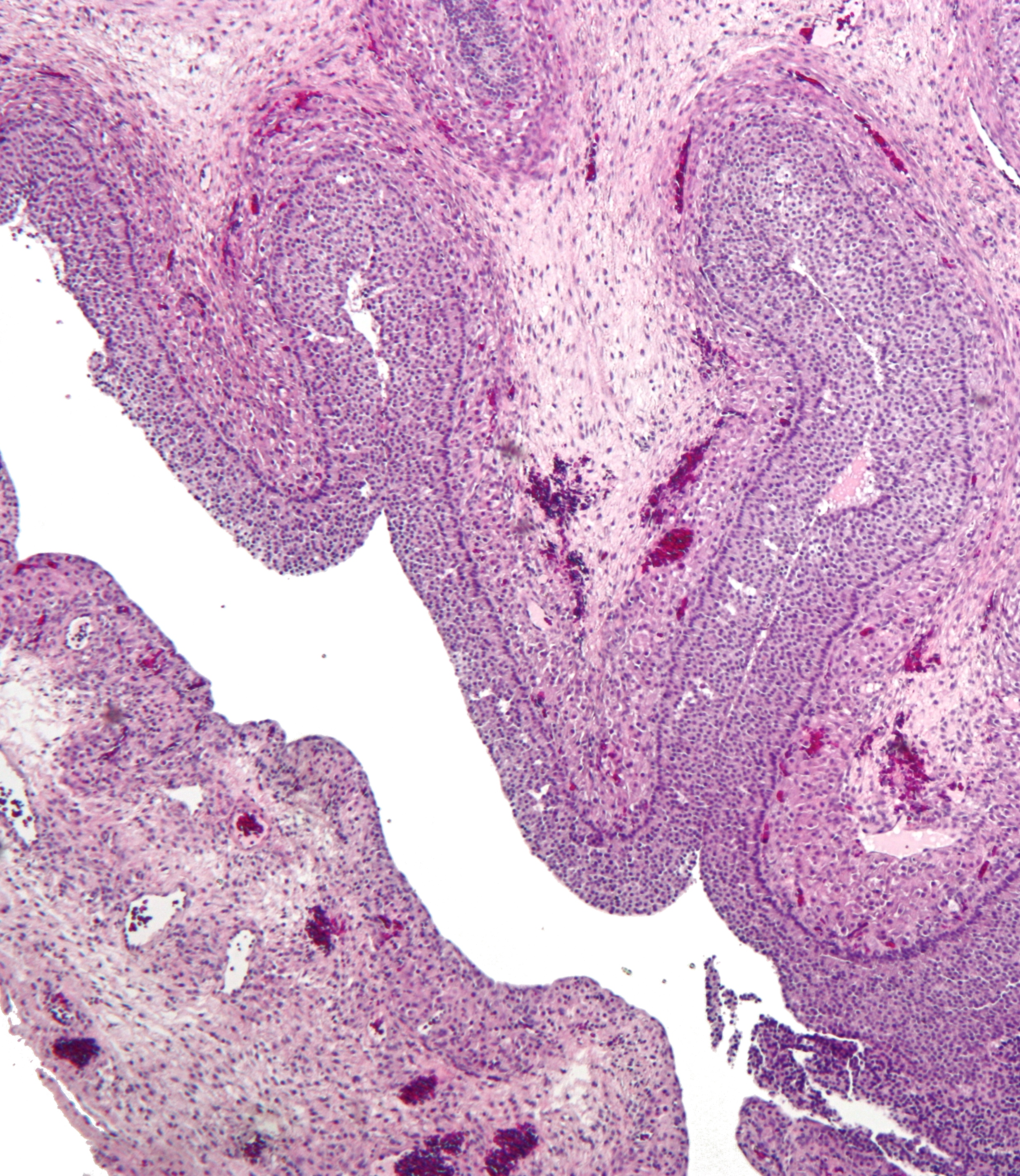
황체화 난포낭종. H&E 염색.

## 병리
- 황체낭종: 황체 안으로 출혈이 지속되어 생긴다. 저절로 회복되는 경우가 많다.

## 같이 보기
- 사람 세포 유형 목록
- 월경 주기
- 발정 주기
- 난소
- 난포